# Máximo de Tiro
Máximo de Tiro (Μάξιμος Τύριος; segunda mitad del siglo II d. C.-180) fue un filósofo griego perteneciente al platonismo medio, a la par que Eudoro de Alejandría, Plutarco de Queronea, Albino, Apuleyo, Ático y Celso.

## Biografía
Viajero incansable, llegaría a residir en Roma en tiempos de Cómodo. Contribuyó de este modo a divulgar el platonismo.

## Obra
Establece con especial énfasis, de un modo similar a Celso, la trascendencia absoluta de Dios y lo divino, así como la referencia del mal a la materia, no admitiendo que lo corpóreo sea obra de la divinidad.
Para salvar la equidistancia entre ambos extremos, Dios y hombre, llegará a admitir la existencia de dioses inferiores o ángeles y demonios, seres intermedios e intermediarios entre lo humano y lo divino.
Máximo habla de la visión del Dios trascendente:

Sólo podrás verle del todo cuando Él te llame por la longevidad o la muerte; pero entre tanto pueden lograrse algunos vislumbres de la Belleza que ni ojo vio ni lengua alguna es capaz de describir, siempre que se corran un poco los velos que ocultan su esplendor. Mas no le profanes dirigiéndole vanas plegarias para pedirle cosas terrenales que pertenecen al mundo del azar o que pueden obtenerse mediante el esfuerzo humano, cosas que el justo no tiene por qué pedirlas y el injusto no merece obtenerlas. La única plegaria que halla respuesta es la que pide bondad, paz y esperanza en la hora de la muerte.
Máximo de Tiro, Disertaciones, 17, 11; 11, 2 y 7.bold

Con referencia a Dios, los ángeles son sus ministros y auxiliares respecto al hombre:

tres veces diez mil es su número sobre la fecunda tierra, inmortales, ministros de Zeus.
Máximo de Tiro, Disertaciones, 14, 8.bold

Se conservan cuarenta y un discursos o disertaciones. Al igual que los retóricos, emplea múltiples lugares comunes.